# 에센스 앳킨스
에센스 앳킨스(Essence Atkins, 1972년 2월 7일 ~ )는 미국의 배우이다.

## 출연 작품
- 노엘 다이어리 (2022) - 노엘 헤이든 역
- 시스터 코드 (2015)
- 배틀 스카스 (2015)
- 홀리데이 로드 트립 (2013)
- My Sister's Wedding (2013)
- 헌티드 하우스 (2013)
- 알 위 데어 옛? (2010)
- 프리처스 키드 (2010)
- 댄스 플릭 (2009)
- 러브 포 세일 (2008)
- Love... & Other 4 Letter Words (2007)
- 풋볼 와이브스 (2007)
- 딜리버 어스 프롬 에바 (2003)
- 루킹 스루 릴리언 (2002)
- 하우 하이 (2001)
- Love Song (2000)

### 텔레비전
- 코스비 가족 만세 (1986-89)
- Smart Guy (1997-99)
- 미녀마법사 사브리나 (2000)
- 말런 (2017-18, Marlon)